# Alchmund z Derby
Alchmund z Derby (anglicky Alchmund of Derby), také známý jako Alchmund z Lilleshallu (Alchmund of Lilleshall), psáno také jako Ealhmund, Alhmund, Alkmund a Alchmund byl synem northumbrijského krále Alhreda. Poté, co strávil dvacet let v exilu mezi Pikty, kam se dostal následkem northumbrijských dynastických sporů, se vrátil s armádou zpět a byl posléze okolo roku 800 zabit. Okolnosti jeho úmrtí nejsou známy, ale údajně za jeho smrt nesl odpovědnost northumbrijský král Eardwulf. Navíc byla jeho smrt považována za mučednickou a Alchmund byl následně považován za svatého.
Alchmund byl pohřben v Derby a nad jeho hrobem údajně došlo k zázrakům. Během nájezdů Dánů byly Alchmundovy ostatky přemístěny do Shrewsbury v hrabství Shropshire. Po roce 1145 byly jeho ostatky znovu přemístěny do Derby a bylo mu v Anglii zasvěceno celkem šest kostelů. Alchmund má svátek 19. března.